# Sonic Runners
Sonic Runners (ソニック・ランナーズ?, Sonikku Rannāzu) è un videogioco a piattaforme a scorrimento laterale sviluppato da Sonic Team per dispositivi iOS e Android. È il primo gioco per cellulare della serie Sonic the Hedgehog sviluppato da Sonic Team.
Nel 27 luglio del 2016, il gioco ha smesso di ricevere aggiornamenti e i server sono stati chiusi.

## Trama
La storia vede protagonisti Sonic, Tails e Knuckles che, come al solito, sono di nuovo alle prese con il malvagio Dottor Eggman che vuole riutilizzare il suo cannone per il controllo mentale (usato in Sonic Colours).

## Modalità di gioco
Sonic Runners è un videogioco a piattaforme a scorrimento orizzontale; il giocatore sceglie il personaggio (ognuno con un'abilità speciale) e dovrà evitare gli ostacoli e usare gli oggetti che si trovano nel livello per collezionare punti; in base al numero di punti collezionati in una fase, si potrà avanzare fino ad arrivare al boss dell'episodio. Arrivati ad un certo numero di metri si avrà un "Opportunità" dove bisognerà colpire più volte il Dr. Eggman per raccogliere Ring; dopo avere superato l'Opportunità, la velocità del personaggio aumenterà un po' rendendo il livello più difficile e (dopo averlo fatto 3 volte) la velocità del personaggio arriverà al massimo rendendo il livello molto più difficile ma con più probabilità di aumentare i punti. La modalità Storia (la modalità principale del gioco) è divisa in capitoli che a loro volta sono divisi in episodi; completando determinati episodi si sbloccheranno i vari personaggi.

## Sonic Runners Adventure
Nel 2017, Gameloft rilascia Sonic Runners Adventure, il gioco è simile al classico Sonic Runners ma con grafica in 3D.